# Whitley Bay
Whitley Bay este un oraș în comitatul Tyne and Wear, regiunea North East, Anglia. Orașul se află în districtul metropolitan North Tyneside.